# Pomnik żołnierzy AK w Zabierzowie
Pomnik żołnierzy AK w Zabierzowie – pomnik znajdujący się w  Zabierzowie, w powiecie krakowskim.
Pomnik w formie obelisku z tablicą, poświęcony żołnierzom  Placówki AK „Smuga”, jej komendantowi oraz wszystkim poległym w walce za wolną ojczyznę został odsłonięty w 1993 przy ul. Rodziny Poganów.
Znajdująca się na tablicy inskrypcja brzmi:

TO MIEJSCE UPAMIĘTNIONE ZOSTAŁO 
WALKĄ I MĘCZEŃSTWEM NASZEJ ZIEMI
POWSTAŁ ODDZIAŁ PARTYZANCKI ARMII
 KRAJOWEJ „BŁYSKAWICA” I TU MIEŚCIŁO
SIĘ JEGO DOWÓDZTWO. W ODWECIE ZA TO 
GESTAPO 3 LIPCA 1943 r. ARESZTOWAŁO  
RODZINĘ POGANÓW I WIELU MIESZKAŃCÓW
 NASZEJ ZIEMI. 31 LIPCA 1943 r. ZGINĄŁ por.  
 PIOTR OLEK „GOŁĄB” DOWÓDCA PLACÓWKI 
 TERENOWEJ „SMUGA” W ZABIERZOWIE.
 OBELISKIEM TYM CZCIMY PAMIĘĆ WSZYSTKICH
 BOHATERSKICH SYNÓW I CÓREK
 NASZEJ ZIEMI, KTÓRZY WALCZYLI
 I ZGINĘLI ZA WOLNĄ OJCZYZNĘ.
W PIĘĆDZIESIĄTĄ ROCZNICE WYDARZEŃ

 ŻOŁNIERZE ARMII KRAJOWEJ
 1943 - 1993